# Magdeburger Turm (Köthen)

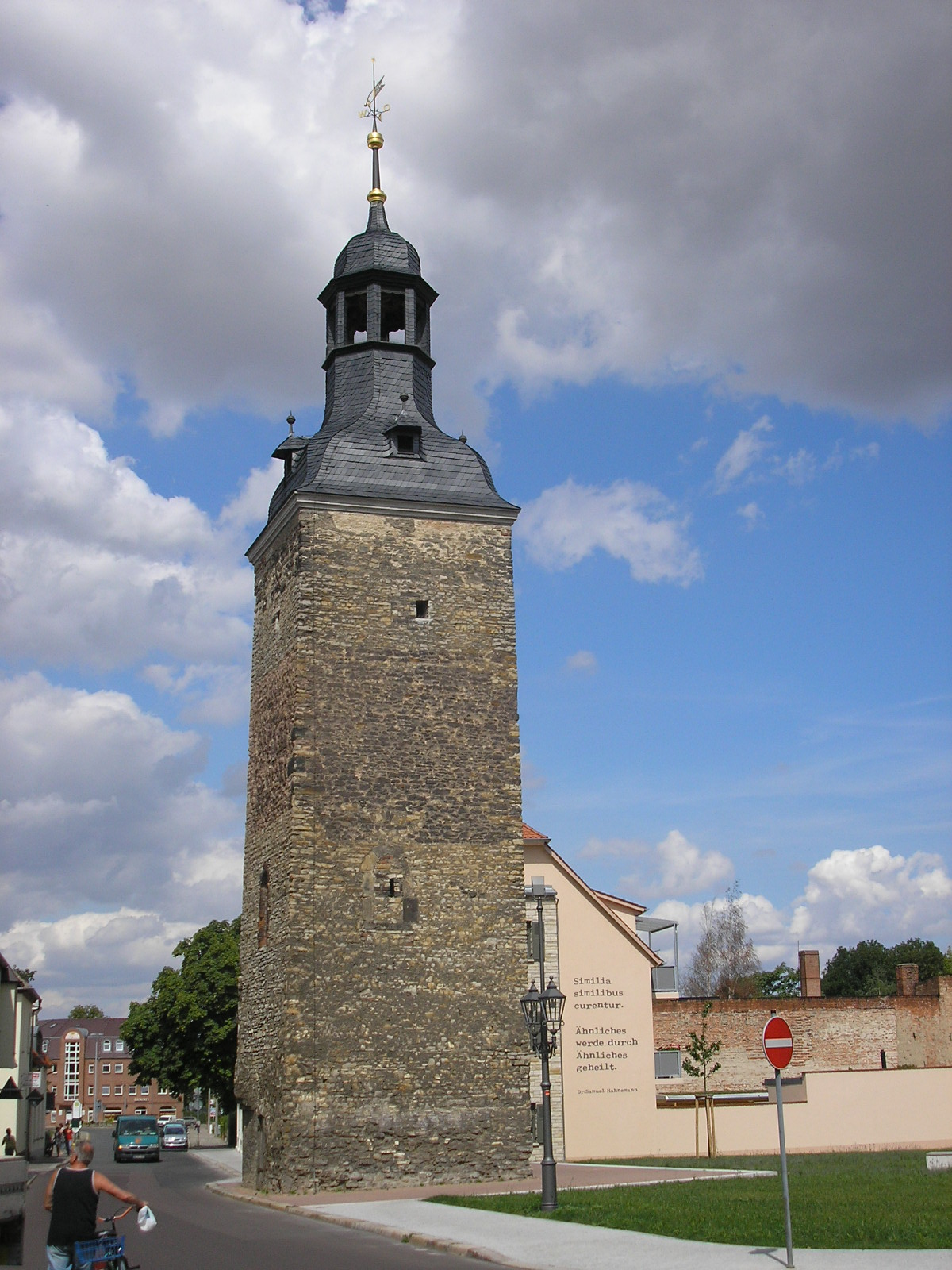
Magdeburger Torturm Köthen

Der Magdeburger Turm (auch Magdeburger Torturm) ist ein zur historischen Stadtbefestigung gehörender Stadttorturm in der Stadt Köthen (Anhalt) im Landkreis Anhalt-Bitterfeld in Sachsen-Anhalt.

## Lage und Name
Der Torturm steht im Nordwesten der Altstadt von Köthen beim sogenannten Kleinen Plan in der Magdeburger Straße nahe den Ecken zur Stiftstraße (südöstlich) bzw. zur Wallstraße (nordwestlich). Das Stadttor und die Straße wurden nach der Stadt Magdeburg benannt, die sich zirka 50 Kilometer nördlich befindet.

## Geschichte
Köthen erhielt spätestens um das Jahr 1200 eine Stadtbefestigung, denn in dieser Zeit wurden Münzen mit dem Aufdruck kotene civitas geprägt. Zudem sind 1194 eigene Köthener Maße nachweisbar, die einen eigenen Markt vermuten lassen. Die Stadtmauer besaß im Mittelalter drei Stadttore, von denen die Tortürme des südlichen (Hallescher Turm) und des nördlichen (Magdeburger Turm) erhalten blieben. Der Nordosten der Stadt war durch die Ziethesümpfe sowie das Schloss Köthen mit seinen Befestigungsanlagen geschützt. Die Springpforte zum Neumarkt hin an der Nordwestecke des Schlossparks wurde erst später ergänzt (1462 ersterwähnt) und im Jahr 1763 durch das – nicht erhaltene – Springtor ersetzt, welches in den Jahren 1854 und 1855 erneuert wurde. Das Bärtor an der Ostseite der Altstadt bestand nur von 1836 bis 1874. Ähnlich verhält es sich mit dem Klipptor am Ende der Neustadt, das der Frühen Neuzeit zuzuordnen ist, aber im 19. Jahrhundert abgerissen wurde.

## Gestalt
Der Magdeburger Torturm ist ein sechsgeschossiger, quadratischer Bruchsteinbau. Sein heutiges Erscheinungsbild stammt aus dem Jahr 1562, in dem er teilweise neu erbaut wurde, seine Haube hingegen aus dem Jahr 1784. Während diese geschweifte Haube mit ihren kleinen Dachgauben und der Laterne dem Barock zuzuordnen ist, sind im Untergeschoss an der West- und Südseite noch vermauerte gotische Spitzbögen erkennbar, die zum Wehrgang führten. Deutlich kann man auch den Turmrest des Vorgängers (unten) von dem jüngeren Mauerwerk des 16. Jahrhunderts (oben) unterscheiden.

## Nutzung
Der ehemalige Torturm steht als Baudenkmal unter Denkmalschutz und ist im Denkmalverzeichnis mit der Nummer 094 17517 erfasst.

## Werbeträger
Anlässlich der 900-Jahr-Feier der Stadt, in deren Rahmen auch der 19. Sachsen-Anhalt-Tag im Jahr 2015 in Köthen stattfand, schuf der Materialgestalter Steffen Fischer (Köthen) Werbefiguren von drei Wahrzeichen der Stadt, darunter vom Magdeburger Turm. Besonders der Hallesche Turm (Halli) wurde über das Fest hinaus zum beliebten Werbeträger, aber auch der Magdeburger Turm wird mittlerweile vermarktet. So gibt es ihn als Postkartenmotiv, Lichthaus aus Keramik oder auch als Zollstock-Motiv zusammen mit Halli. Als Spitznamen wählte man Magda.

## Umfeld
Wie das Hallesche Tor besaß auch das Magdeburger Tor einen Doppel-Toranlage, die sich in dem Stadtplan von 1730 noch nachweisen lassen. Wie dieses erhielt auch das Magdeburger Tor im Jahr 1831 ein neues Außentor. Dieses wurde durch Conrad Hengst errichtet, der zwei Torhäuser schuf, die stark verformt erhalten sind. Das Tor selbst bestand aus zwei gemauerte Seitenpfeilern zwischen denen sechs dorische Säulen standen, wodurch eine Tempelfront imitiert wurde. Die Inschrift an dem Tor lautete Auspiciis Heinrici ducis exstructa, verwies als auch Herzog Heinrich von Anhalt-Köthen als Bauherren. An einem der Torhäuser befindet sich ein spätgotisches Stadtwappen von 1553, das Tor selbst wurde im Jahr 1890 abgerissen.
Der benachbarte Platz am Kleinen Plan bzw. an der Ecke zur Stiftstraße, der durch den Abriss von Häusern entstand, wurde im Rahmen der Internationale Bauausstellung Stadtumbau Sachsen-Anhalt 2010 umgestaltet und aus der Brachfläche wurde gemäß dem Thema „Homöopathie als Entwicklungskraft“ ein Ruheplatz am „Homöopathiepfad“ gestaltet. Der Entwurf des Köthener Büros ds architects wurde im Jahr 2008 beschlossen und danach auch ausgeführt.